# Плане, Луи де
Луи де Плане́ (фр. Louis de Planet; 1814—1876) — французский художник романтического направления, ученик и ассистент Эжена Делакруа.

## Ранние годы
Луи де Плане происходил из богатого семейства Тулузы. Он записался в Школу изящных искусств в 1833 году, получив перед тем юридическое образование. В юности его другом был художник Ромен Каз, один из учеников Энгра.
Но когда Луи для продолжения учёбы приехал в Париж, он выбрал не Энгра, а студию Делакруа. Так совпало, что восходящий в зенит славы Делакруа как раз в это время открыл новую мастерскую (просуществовавшую до 1846 года). Мастерская находилась на улице Neuve Guillemin, и Делакруа набирал учеников, способных в скором будущем помочь ему с декоративными росписями в библиотеке Палаты Депутатов во дворце Бурбонов.

## Сотрудничество с Делакруа
Вскоре Луи де Плане выдвинулся в число наиболее успешных ассистентов. Он участвовал в написании многофигурного полотна Делакруа «Фанатики в Танжере», 1837—1838, холст, масло, 98 × 131 см, Институте искусств Миннеаполиса.
Плане́ принадлежит эскиз для большой (260 × 348 см) картины Делакруа 1844 года «Последние слова императора Марка Аврелия». Этот эскиз, как и сама картина — в коллекции лионского Музея изящных искусств. Наконец, учителем пригласил де Плане в соавторы росписей в библиотеке дворца Бурбонов.
О доверии Делакруа в отношении зрелости де Плане́ можно судить по письму от 21 декабря 1843, где он советует: «… писать начинайте с Цицерона. Мне хотелось бы посмотреть на картину до того, как Вы напишете склоненную фигуру; проследите, чтобы её голова была в правильном положении по отношению к руке Цицерона». Речь идёт о 4-м парусе в плафоне библиотеки Палаты депутатов «Цицерон, обвиняющий Верреса перед римским народом» (на фото — слева вверху).
Луи де Плане́ описал почти каждый день этого сотрудничества с 1841 по 1844 год в своих «Воспоминаниях о живописи с г-ном Эженом Делакруа». Книга была впервые издана, увы, только через полстолетия после смерти де Плане́.

## Творчество
Небольшой неоконченный, но очень искренний «Портрет Датан Олали́, мадам де Кастр», около 1837 года, холст, масло 24,3 × 19,1 см. Трепетный образ на незавершённом портрете заставляет вспомнить Анриетту де Морсоф, героиню одного из самых нежных романов Бальзака — «Лилия долины». Портрет хранится в музее Старой Тулузы.
Ранняя работа Луи де Плане — «Христос на кресте», около 1840 года, холст, масло, 46 × 28,5 см, небольшой эскиз библейской сцены: Христос на кресте, Дева Мария, Мария Магдалина, Иоанн, группа учеников. Смелая, порывистая композиция мощного эмоционального воздействия. Хранится в маленькой готической церкви Сен-Жак, Пешбюск), расположенной в южном пригороде Тулузы, на родине художника.
Около 1842 года Луи де Плане пишет уменьшенную копию «Резни на Хиосе» Делакруа, (холст, масло, 100 × 81 см, Музей Старого города Тулузы / Musée du vieux Toulouse; — это и своего рода оммаж уважаемому учителю, и свидетельство об увлечённости идеями (выдыхающегося, впрочем, к середине XIX века) романтизма.
Этапная самостоятельная картина де Плане 1845 года, «Виде́ние св. Терезы», получила хвалебный отзыв молодого Бодлера в его первой брошюре из серии критических текстов о Парижском салоне, «Салон 1845 года»:

Плане является одним из редких учеников Делакруа, блистающих рядом достоинств, присущих самому мэтру. Нет ничего приятнее, чем встреча с действительно хорошей картиной, самобытной и уже получившей свою долю известности благодаря улюлюканью и насмешкам. Над этим холстом успели поглумиться; но <…> чем объяснить, что собратья-художники не замечают в этой картине ни оригинальности композиции, ни свежести красок? Г-н Плане́, как и все первоклассные колористы, создал колорит, используя малое число тонов. Это изящно и ласкает взор… это одна из самих счастливых находок современной живописи.
Оригинальный текст (фр.)PLANET

est un des rares élèves de Delacroix qui brillent par quelques-unes des qualités du maître.
Rien n’est doux, dans la vilaine besogne d’un compte rendu, comme de rencontrer un vraiment bon tableau, un tableau original, illustré déjà par quelques huées et quelques moqueries.
Et, en effet, ce tableau a été bafoué ; — nous concevons la haine des architectes, des maçons, des sculpteurs et des mouleurs, contre tout ce qui ressemble à de la peinture ; mais comment se fait-il que des artistes ne voient pas tout ce qu’il y a dans ce tableau, et d’originalité dans la composition, et de simplicité même dans la couleur ?
Il y a là je ne sais quel aspect de peinture espagnole et galante, qui nous a séduit tout d’abord. M. Planet a fait ce que font tous les coloristes de premier ordre, à savoir, de la couleur avec un petit nombre de tons — du rouge, du blanc, du brun, et c’est délicat et caressant pour les yeux. La sainte Thérèse, telle que le peintre l’a représentée, s’affaissant, tombant, palpitant, à l’attente du dard dont l’amour divin va la percer, est une des plus heureuses trouvailles de la peinture moderne. — Les mains sont charmantes. — L’attitude, naturelle pourtant, est aussi poétique que possible. — Ce tableau respire une volupté excessive, et montre dans l’auteur un homme capable de très-bien comprendre un sujet — car sainte Thérèse était brûlante d’un si grand amour de Dieu, que la violence de ce feu lui faisait jeter des cris... Et cette douleur n’était pas corporelle, mais spirituelle, quoique le corps ne laissât pas d’y avoir beaucoup de part.

Parlerons-nous du petit Cupidon mystique suspendu en l’air, et qui va la percer de son javelot ? — Non. — À quoi bon ? M. Planet a évidemment assez de talent pour faire une autre fois un tableau complet.

Эта же картина упомянута и Эженом Делакруа в одном из писем (от 30 августа 1845), адресованных де Плане. В этом письме мэтр подбадривает своего молодого собрата, не удовлетворённого развеской в Салоне: «Мне досадно, что Вы недовольны тем, как повешено Ваше полотно; и все же я не сомневаюсь, что, куда его ни помести, знатоки все равно обратят на него внимание».
- Последний привал евреев на пути в Вавилонский плен, ок. 1843. Холст, масло. 132 × 97 см. Музей августинцев[фр.], Тулуза.
- Христос на кресте
- Мадам де Кастр